# Anthus chacoensis
Anthus chacoensis là một loài chim trong họ Motacillidae.